# Kamerunska nogometna reprezentacija
Kamerunska nogometna reprezentacija predstavlja Kamerun u nogometu. Reprezentacijom rukovodi Kamerunski nogometni savez.

## Povijest
Svoju prvu utakmicu Kamerun je odigrao protiv nogometaša Somalije i pobijedio s 9:2.
Kamerun se kvalificirao na svoje prvo SP 1982. u Španjolskoj. S povećanjem broja timova sa 16 na 24 Kamerun uz Alžir predstavlja Afriku na SP. Kamerun je bio u grupi sa: Italijom, Poljskom i Peruom. Kamerun je u prve dvije utakmice s Peruom i Poljskom odigrao 0:0, dok je u posljednjoj iznenađujuće s kasnijim prvakom Italijom odigrao 1:1. Tri boda iz tri utakmice bila su dovoljna za 3. mjesto u skupini. Kamerunci su bili ponosni jer na svojem prvom svjetskom prvenstvu nisu izgubili. Na iduće SP u Meksiku kamerunska vrsta se nije uspjela kvalificirati.
Već na SP 1990. u Italiji Kamerun je u kvalifikacijama bio uspješan. Na završnom turniru Kamerun je bio u skupini B sa SSSR-om, Argentinom i Rumunjskom. Kamerun je u prvom kolu došao do pobjede nad nositeljem Argentinom 1:0, te u drugom nad Rumunjskom. U trećem kolu su izgubili od SSSR-a s velikih 4:0. U idući krug odlaze s prvim mjestom u skupini. U osmini finala igrali su s Kolumbijom. U regularnih 90 minuta bilo je 0:0, a u produžetcima s dva gola Rogera Milla uspijevaju proći u četvrtfinale s rezultatom 2:1. U četvrtfinalu je nakon 90 minuta bilo je 2:2, a nakon produžetaka 3:2 za Englesku. Kamerun je gotovo napravio jedan od najvećih uspjeha na SP-ovima.
Kamerun se kvalificirao i na SP 1994. u SAD gdje je bio u grupi B sa Švedskom, Brazilom i Rusijom. Kamerun je u prvoj utakmici igrao 2:2 sa Švedskom, te je nakon toga izgubio od Brazila (3:0) i Rusije (6:1). Kao posljednji na ljestvici grupe B završavaju natjecanje.
Na prvenstvu 1998. u Francuskoj ponovo su bili u grupi B s Italijom, Čileom i Austrijom. U prvom kolu Kamerun odigrava s Austrijom neriješeno, 1:1, zatim s 3:0 gube od Italije, te se u trećem kolu remijem (1:1) opraštaju od SP-a.
Između dva neuspjeha u završnicama svjetskih prvenstava na Olimpijskim igrama 2000. godine osvajaju zlatnu medalju pobijedivši u finalu Španjolsku.
U kvalifikacijama za SP 2002. u Koreji i Japanu Kamerun u svojoj skupini biva prvi, a iza sebe ostavlja Angolu, Zambiju, Togo i Libiju. Kamerun je tada bio u grupi E s Njemačkom, Irskom i Saudijskom Arabijom. Kamerun je protiv Irske odigrao 1:1 nakon što je vodio pogotkom Mbome. Poslije su pobijedili Saudijsku Arabiju s minimalnih 1:0, te izgubili od Njemačke 2:0. Na SP u Njemačkoj se nisu kvalificirali. Na Afričkom kupu nacija 2008. neslomljivi lavovi su bili jedan od favorita za osvajanje, no to im nije pošlo za nogom, izgubili su u finalu od Egipta.

## Dresovi bez rukava
U travnju 2004. godine FIFA je Kameruncima oduzela šest bodova zbog Puminog dresa bez rukava, u kojem su igrali na Afričkom kupu nacija. Kamerun je bio kažnjen i novčanom kaznom u iznosu od 154.000 dolara. Vrhovno nogometno tijelo ipak je kasnije odustalo od drastične kazne oduzimanja bodova u kvalifikacijama za SP 2006., ali ni to na kraju Kamerunu nije pomoglo da se plasira na isto. Kasnije su nogometaši Kameruna ispod dresa bez rukava nosili crnu majicu, ali s rukavima.
Zbog kazne i buke koja se digla oko jednodjelnog dresa, kamerunski sponzor te proizvođač kontroverznog dresa, tvrtka Puma podigla je tužbu na sudu zatraživši od FIFA-e novčanu naknadu od skoro dva milijuna dolara.

## Smrt na terenu
Dvadesetosmogodišnji kamerunski nogometni reprezentativac Marc-Vivien Foe preminuo je nakon polufinalnog susreta Kupa Konfederacija 27. lipnja 2003. protiv Kolumbije (1:0). Foe je u 71. minuti utakmice pao na sredini terena, pa je u nesvjesnom stanju iznesen sa stadiona. Usprkos hitnoj medicinskoj pomoći nešto kasnije je preminuo. Uzrok smrti bio je srčani udar. Foe je igrao za engleski klub Manchester City F.C. koji je nakon tragedije umirovio broj 23 koji je on nosio. Isto to učinio je i Olympique Lyonnais s brojem 17.

## Uspjesi
Afrički kup nacija:
- osvajači 1984., 1988., 2000., 2002. i 2017.

Sveafričke igre:
- osvajači 1991., 1999., 2003. i 2007.

Afro-azijski kup nacija:
- osvajači 1985.

CEMAC kup:
- osvajači 2003. i 2005.

Srednjoafričke igre:
- osvajači 1976. i 1987.

UDEAC Championship:
- osvajači 1984., 1986., 1987. i 1989.

Afričko prventvo za mlade:
- osvajači 1995.

Afričko prventvo ispod - 17:
- osvajači 2003.

### Nastupi na SP
- Od 1930. do 1962. – nisu nastupali
- 1966. – odustali
- Od 1970. do 1978. – nisu se kvalificirali

- 1982. – 1. krug
- 1986. – nisu se kvalificirali
- 1990. – četvrtfinale
- 1994. – 1. krug
- 1998. – 1. krug
- 2002. – 1. krug
- 2006. – nisu se kvalificirali
- 2010. – 1. krug
- 2014. – 1. krug
- 2018. – nisu se kvalificirali
- 2022. – 1. krug

### Nastupi na kupu nacija
- 1957. – 1965. - nisu nastupali
- 1968. – nisu se kvalificirali
- 1970. – 1. krug
- 1972. – 3. mjesto
- 1974. – 1980. - nisu se kvalificirali
- 1982. – 1. krug
- 1984. – osvajač
- 1986. – 2. mjesto
- 1988. – osvajač
- 1990. – 1. krug
- 1992. – 4. mjesto
- 1994. – nisu se kvalificirali
- 1996. – 1. krug
- 1998. – četvrtfinale
- 2000. – osvajač
- 2002. – osvajač
- 2004. – četvrtfinale
- 2006. – četvrtfinale
- 2008. – 2. mjesto
- 2010. – četvrtzavršnica
- 2012. – nisu se kvalificirali
- 2013. – nisu se kvalificirali
- 2015. – grupna faza
- 2017. – osvajač

## Poznati igrači
| - Vitalis Vee - Théophile Abega - Daniel Bekono - Joseph-Antoine Bell - Samuel Eto'o - Marc-Vivien Foé - Lauren - Jean Manga Onguene - Patrick Mboma - Grégoire Mbida - Michel Kaham - René Ndjeya - Elie Onana - Ephrem Mbom - Alain Eyobo Makongo - Jean Pierre Tokoto - Thomas Libiih - Cyrille Makanaky - Louis Mfédé - Alex Song |  | - Valery Mezague - Roger Milla - Pius Ndiefi - Thomas N'Kono - François Omam-Biyik - Geremi Njitap - Rigobert Song - Jacques Songo'o - Idriss Carlos Kameni - Pierre Wome Nlend - Bonaventure Djonkep - Jean Claude Pagal - Stephen Tataw - Victor Ndip Akem - Emmanuel Maboang - Bertin Ebwelle - Jules Onana - André Kana-Biyik - Emmanuel Kundé |  | - Edmond Enoka - Joseph Elanga - Joseph Kamga - Jacques Nguea - Emile Mbouh - Benjamin Massing - Alphonse Tchami - Lucien Mettomo - Joseph Ndo - Eric Choupo-Moting - Vincent Aboubakar - André Onana - Karl Toko Ekambi |

## Ženska reprezentacija
Kamerun ima i svoju reprezentaciju za žene koju trenira Charles Kamdem. Kamerunke su bile dva puta druge na Afričkom kupu. Do sada se nisu uspjele kvalificirati na Svjetsko prvenstvo, niti na Olimpijske igre.

## Vanjske poveznice
- Fédération Camerounaise de Football službene stranice
- RSSSF arhiva rezultata od 1960